# Spilosoma ochrea
Spilosoma ochrea là một loài bướm đêm thuộc phân họ Arctiinae, họ Erebidae.